# Cobras & Lagartos
Cobras & Lagartos è una telenovela brasiliana in 179 episodi prodotta da TV Globo che l'ha trasmessa per la prima volta dal 24 aprile al 18 novembre 2006. Ideata e scritta da João Emanuel Carneiro, è diretta da Wolf Maya. Risulta inedita in Italia.
Il cast comprende, tra gli altri, Mariana Ximenes, Daniel de Oliveira, Carmo Dalla Vecchia, Cléo Pires, Taís Araújo e Lázaro Ramos, che per quest'interpretazione ha vinto il premio Emmy nel 2007. 